# Alfredo Esteves
Alfredo Manuel Mousinho Esteves (Lisbona, 6 aprile 1976) è un allenatore di calcio ed ex calciatore est-timorese, di ruolo difensore.

## Carriera

### Club
Ha giocato dal 1999 al 2003 al Gafanha. Nel gennaio 2003 è passato al New Hampshire Phantoms. Nell'estate del 2003 si è trasferito al Tocha. Nel 2004 è stato acquistato dall'Oliveira Hospital. Nel 2005 si è trasferito al Desportivo Aves. Nel 2006 è stato acquistato dal Minnesota Thunder.
Nel 2008 è passato al Wollongong Wolves, dal 2010 South Coast Wolves, con cui ha giocato la sua ultima stagione.

### Nazionale
Ha esordito con la Nazionale est-timorese nel 2004.